# Jérôme Boateng
Jérôme Agyenim Boateng (wym. [ʒeˈʁoːm bo.aˈtɛŋ]; ur. 3 września 1988 w Berlinie Zachodnim) – niemiecki piłkarz ghańskiego pochodzenia, występujący na pozycji obrońcy we włoskim klubie Salernitana. Złoty medalista Mistrzostw Świata 2014. 

## Kariera klubowa
Dotychczas w Bundeslidze rozegrał 256 meczów i strzelił 4 gole. Do sezonu 2010/2011 był zawodnikiem Manchesteru City, do którego trafił z Hamburger SV za 12,5 mln.
14 lipca 2011 został zawodnikiem Bayernu Monachium.

## Kariera reprezentacyjna
Występował w reprezentacji Niemiec. Zdobył z nią brązowy medal na Mistrzostwach Świata 2010 oraz złoty medal na Mistrzostwach Świata 2014. Po nieudanych dla Niemców Mistrzostwach Świata w Rosji, trener Niemców – Joachim Löw zdecydował, że nie powoła więcej do reprezentacji gwiazdorów Bayernu Monachium tj. Boatenga, Matsa Hummelsa i Thomasa Müllera.

## Sukcesy

### Manchester City
- Puchar Anglii: 2010/2011

### Bayern Monachium
- Klubowe mistrzostwo świata: 2013, 2020
- Liga Mistrzów UEFA: 2012/2013, 2019/2020
- Superpuchar Europy UEFA: 2013, 2020
- Mistrzostwo Niemiec: 2012/2013, 2013/2014, 2014/2015, 2015/2016, 2016/2017, 2017/2018, 2018/2019, 2019/2020, 2020/2021
- Puchar Niemiec: 2012/2013, 2013/2014, 2015/2016, 2018/2019, 2019/2020
- Superpuchar Niemiec: 2012, 2016, 2017, 2018, 2020

### Reprezentacyjne
- Mistrzostwa Świata 2010:  Brąz
- Mistrzostwa Świata 2014:  Złoto

## Życie prywatne
Jego matka – Martina, jest Niemką, a ojciec – Prince Boateng, pochodzi z Ghany. Jego przyrodni brat – Kevin-Prince Boateng również jest piłkarzem klubowym i reprezentantem Ghany.

## Odznaczenia
- Srebrny Liść Laurowy (2014)[5]